# Bunker Steinenbrück

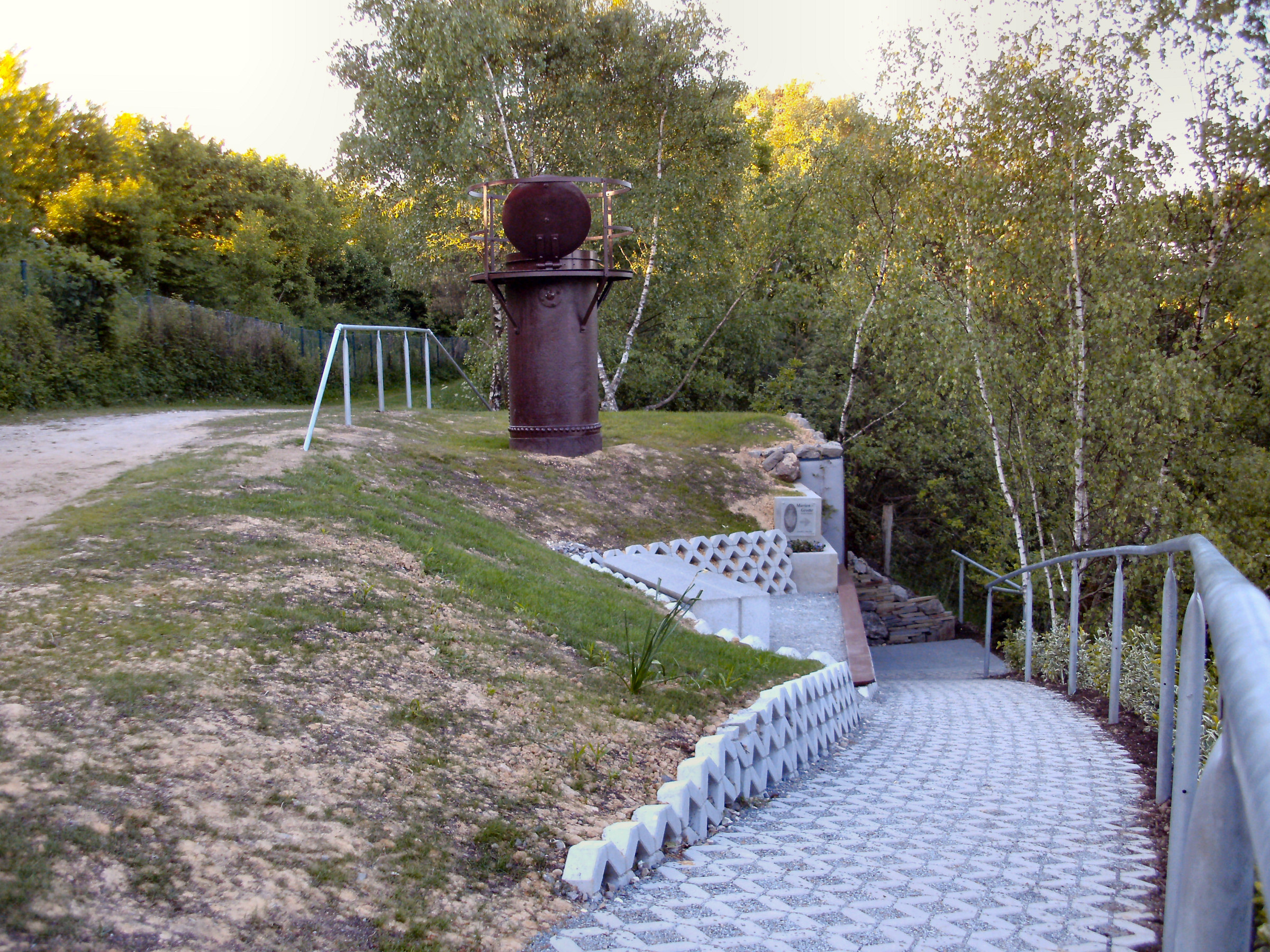
Bunker Steinenbrück Zugang

Der Bunker Steinenbrück befindet sich an einer Abraumhalde des ehemaligen Bergbaugeländes der Grube Lüderich in Overath-Steinenbrück. Der Weg zum weithin sichtbaren Barbarakreuz in Steinenbrück führt am Bunker vorbei. Kreuz und Bunker liegen 149 m Luftlinie voneinander entfernt. Oberirdisch sichtbar ist ein mit Deckel verschließbarer Einstieg. 

## Luftschutzanlage
Der Bunker hat zwei kleine Räume, die während des Zweiten Weltkrieges den Bergleuten und Bewohnern zum Schutz vor Luftangriffen diente.

## Übungsraum für die Grubenwehr
Ab 1957 nutzte die Grubenwehr des Erzbergwerks die Räume zu Übungszwecken. Als die Grube 1978 geschlossen wurde, gab es Überlegungen, das leerstehende Betonkonstrukt abzureißen. Die starken Mauern standen dem entgegen.

## Mariengrotte Lüderich
Der Bunker ist für die Bevölkerung zugänglich. Am 1. Mai 2011 wurde in dem einstigen Luftschutzbunker eine Mariengrotte eingerichtet. Eine Marienstatue aus dem Wallfahrtsort Međugorje (Bosnien-Herzegowina) ist im Domschacht des Bunkers platziert. Die Grotte ist tagsüber geöffnet.